# لزوتوسور
لسوتوسور (نام علمی: Lesothosaurus) نام یک سرده از راسته پرنده‌کفلان است.
لسوتوسور از قدیمی‌ترین اعضای راسته‌ی پرنده‌کفلان است. این دایناسور پاهای عقب کشیده و باریک داشت و پاهای کوچک جلویش هم پنجه‌هایی داشتند که گرفتنِ چیزها برایشان دشوار بود. مثل همۀ خزنده‌کفلان، نوک آرواره‌های بالا و پایین لسوتوسور از جنس شاخ بود و ساختاری نوک‌مانند می‌ساخت. پشت این نوک، دندان‌هایی برگ‌شکل ردیف شده بودند و نزدیک جلوی آروارۀ بالا ۱۲ دندان نیش‌مانند قرار داشتند. بررسی این دندان‌ها نشان داده‌است که لسوتوسور مواد گیاهی را با نوکش تکه‌تکه می‌کرد و توانایی جویدن غذا را نداشت.